# Hals- och handrätt
Hals- och handrätt betecknade adelsmännens rätt att fängsla, åtala och straffa sina undersåtar. Rätten innefattade även dödsstraff och stympning.
I Danmark fick adeln denna rätt över egna tjänare och bönder genom Kristian III:s handfästning 1536. Sedermera ansågs i hals- och handrätten även ingå befogenhet att benåda från livsstraff. Den norska adeln fick motsvarande rätt på sina sätesgårdar genom Kristian IV:s privilegier 1646. Adelns hals- och handrätt erkändes även i Kristian V:s lagar, men utövningen av denna skulle hållas inom lagens gränser. Under senare delen av 1700-talet och början av 1800-talet begränsades avsevärt adelns rätt på detta område, för att helt upphöra vid det fria samhällsskickets införande i Norge 1814 och i Danmark 1848.
I Sverige lyckades adeln aldrig att allmänt förvärva någon dylik rätt. Grevarnas och friherrarnas jurisdiktion sträckte sig visserligen till utdömande av livsstraff, men kungen hade benådningsrätt och var alltid domare i högsta instans. Och den i den domsrätt eller rättare husdisciplin, som adeln under sina välmaktsdagar i allmänhet kunde utöva över egna tjänare, kunde ej utdömas strängare straff än en månads fängelse vid vatten och bröd.
Innehavare av vissa gods och gårdar ansågs dock genom särskilda privilegier vara tillförsäkrade domsrätt över sina undersåtar även i brottmål som gäller livet. Så utövade sedan gammalt ägarna av Ängsö hals- och handrätt; Bergkvara hade sin borgrätt (bekräftad 1649), som även ansågs kunna döma till dödsstraff; åt Brahesläkten beviljades 1654 en lika vidsträckt jurisdiktion och halsrätt över landbönder och undersåtar på Visingsö, som ägarna av Ängsö åtnjöt.
Karl XI, som redan tidigare hade avskaffat adelns gårdsrätt och grevarnas och friherrarnas särskilda jurisdiktion, upphävde även genom resolutioner 1691 och 1692 den enskilda jurisdiktion, som ansågs tillkomma ägarna av dessa gods. Det medgivande, som givits åt den skånska adeln i Malmö recess 1662, att få behålla sin rättighet till "hals och hand", gällde inte heller längre än till dess att svensk lag och rätt infördes i de nyförvärvade landskapen. Efter detta var hals- och handrätten i Sverige helt avskaffad.